# Adrian Banaszek
Adrian Banaszek (né le 21 octobre 1993 à Boża Wola) est un coureur cycliste polonais, devenu ensuite directeur sportif. 

## Palmarès
- 2013
  - 4e étape du Dookoła Mazowsza (contre-la-montre par équipes)
- 2015
  - 3e du championnat de Pologne de poursuite par équipes
  - 10e du championnat d'Europe sur route espoirs
- 2016
  - Prologue du Dookoła Mazowsza
  - 2e du Dookoła Mazowsza
- 2017
  - Prologue du Dookoła Mazowsza
- 2018
  - 3e du Grand Prix Doliny Baryczy Milicz
- 2022
  - 1re étape de Belgrade-Banja Luka (contre-la-montre par équipes)

## Classements mondiaux
| Année           | 2014 | 2015 | 2016 | 2017   | 2018 |
| --------------- | ---- | ---- | ---- | ------ | ---- |
| UCI Europe Tour | 548e | 491e | 680e | 1 432e | 643e |
| UCI Asia Tour   | 312e |      |      |        |      |